# Podarg cuacurt
El podarg cuacurt(Batrachostomus poliolophus) és una espècie d'ocell de la família dels podàrgids (Podargidae) que habita els boscos de les muntanyes de Sumatra.